# John Marshall (velejador)
John Knox Marshall (Santiago, 9 de abril de 1942) é um velejador estadunidense, medalhista olímpico. Ele competiu nos Jogos Olímpicos de Verão de 1972 na classe Dragon e conquistou a medalha de bronze, ao lado de Donald Cohan e Charles Horter.
Como presidente da empresa North Sails, Marshall foi responsável pelo inventário das velas e pelo corte da vela em 1977. Ele esteve envolvido na America's Cup de 1983 como aparador de folha principal a bordo do Liberty. Ele então ajudou a projetar o Stars & Stripes 87 para a America's Cup de 1987 e o catamarã Stars & Stripes para a America's Cup de 1988. Ele também se formou na Universidade Harvard em 1963.